# Centre interdisciplinaire de recherches sur la paix et d'études stratégiques
 (mars 2023).
- Si vous ne connaissez pas le sujet, laissez ce bandeau (vous pouvez alors contacter les auteurs).
- Si vous supprimez le contenu mis en cause (vous pouvez préalablement contacter les auteurs),

argumentez précisément cette suppression dans la page de discussion
(un manque de référence n'est pas un argument ; une recherche réelle de référence doit avoir été effectuée, être formellement documentée).
 (août 2022).
La mise en forme du texte ne suit pas les recommandations de Wikipédia : il faut le « wikifier ».
Les points d'amélioration suivants sont les cas les plus fréquents. Le détail des points à revoir est peut-être précisé sur la page de discussion.
- Les titres sont pré-formatés par le logiciel. Ils ne sont ni en capitales, ni en gras.
- Le texte ne doit pas être écrit en capitales (les noms de famille non plus), ni en gras, ni en italique, ni en « petit »…
- Le gras n'est utilisé que pour surligner le titre de l'article dans l'introduction, une seule fois.
- L'italique est rarement utilisé : mots en langue étrangère, titres d'œuvres, noms de bateaux, etc.
- Les citations ne sont pas en italique mais en corps de texte normal. Elles sont entourées par des guillemets français : « et ».
- Les listes à puces sont à éviter, des paragraphes rédigés étant largement préférés. Les tableaux sont à réserver à la présentation de données structurées (résultats, etc.).
- Les appels de note de bas de page (petits chiffres en exposant, introduits par l'outil «  Source ») sont à placer entre la fin de phrase et le point final[comme ça].
- Les liens internes (vers d'autres articles de Wikipédia) sont à choisir avec parcimonie. Créez des liens vers des articles approfondissant le sujet. Les termes génériques sans rapport avec le sujet sont à éviter, ainsi que les répétitions de liens vers un même terme.
- Les liens externes sont à placer uniquement dans une section « Liens externes », à la fin de l'article. Ces liens sont à choisir avec parcimonie suivant les règles définies. Si un lien sert de source à l'article, son insertion dans le texte est à faire par les notes de bas de page.
- La présentation des références doit suivre les conventions bibliographiques. Il est recommandé d'utiliser les modèles {{Ouvrage}}, {{Chapitre}}, {{Article}}, {{Lien web}} et/ou {{Bibliographie}}. Le mode d'édition visuel peut mettre en forme automatiquement les références.
- Insérer une infobox (cadre d'informations à droite) n'est pas obligatoire pour parachever la mise en page.

Pour une aide détaillée, merci de consulter Aide:Wikification.
Si vous pensez que ces points ont été résolus, vous pouvez retirer ce bandeau et améliorer la mise en forme d'un autre article.
Le Centre interdisciplinaire de recherches sur la paix et d'études stratégiques (CIRPES) est un think-tank spécialisé dans le domaine des études stratégiques 

## Fondation du CIRPES parAlain Joxe
Fondés en 1981 par Alain Joxe, directeur d'études à l'EHESS (Ecole des Hautes Etudes en Sciences Sociales) dans la foulée du Colloque de l'ARESPA (Association de Recherche sur la Stratégie et la PAix), le CIRPES publie dès son départ la revue "Le débat stratégique". Bien qu'hébergeant gracieusement les fonds du CIRPES, l'EHESS n'a jamais eu en tant que telle une autorité sur le CIRPES.
À partir de 1982, le CIRPES  diffuse des analyses sur les questions stratégiques et de défense. Volontairement animé par une équipe restreinte d'experts, le CIRPES a longtemps diffusé des analyses sur les questions stratégiques et de défense, avec des collaborations extérieures institutionnelles françaises et internationales,,,,,,,.

## Membres connus du CIRPES
Le CIRPES a bénéficié de l'importante réputation d'Alain Joxe et de Jean-Paul Hébert.
Alain Joxe développe une sociologie intégrée de la défense, à savoir l'imbrication des affaires militaires et de sécurité avec les principaux aspects économiques, sociales, culturels et politique de chaque entité étatique. En ce sens il est souvent cité dans les enjeux lié à la grand strategy.
Jean-Paul Hébert est un spécialiste des questions d'armement travaillant sur les enjeux de contre-prolifération d'un point de vue économique,.

## Survivance du CIRPES
La revue Le débat stratégique n'est plus publié depuis 2010. Pour autant les derniers ouvrages et conférences  d'Alain Joxe sont encore effectuées au nom du CIRPES,.